# کونداسیو
کونداسیو (انگلیسی: Condusiv) شرکت نرم‌افزار آمریکایی است، که در سال ۱۹۸۱ تأسیس شد.